# Протесты в Армении (2008)

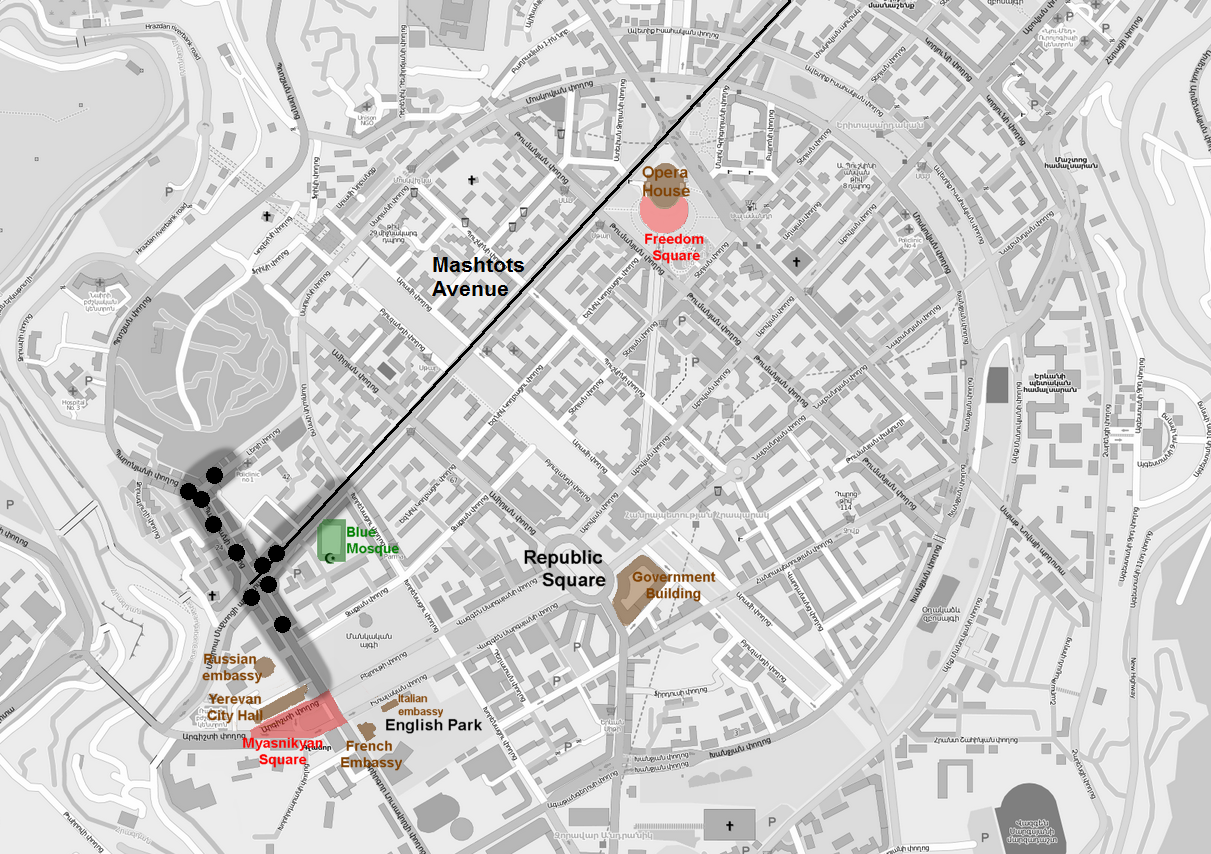

События после президентских выборов в Армении 2008 года — серия протестов, состоявшихся в Армении после президентских выборов 19 февраля 2008 года. Массовые протесты против нарушений, сопровождавших выборы, были проведены в столице страны Ереване и организованы сторонниками кандидата в президенты и первого президента РА Левона Тер-Петросяна. В ходе столкновения митингующих с органами правопорядка погибло не менее 8 демонстрантов и 1 военнослужащий, было госпитализировано 33 сотрудника полиции. Общее количество обратившихся в больницу составило около 230 человек.
Протесты началась 20 февраля и продолжались в течение 10 дней в Ереване. На Театральной площади в них участвовали десятки тысяч демонстрантов в течение всего дня, десятки палаток было установлены в тот же день, чтобы демонстранты могли оставаться там и ночью. Несмотря на требования властей прекратить демонстрации, акции протеста продолжались до 1 марта. Утром 1 марта полиция с помощью дубинок и электрошоков разогнала демонстрантов на площади Свободы. Большинство демонстрантов в это время ещё спало. Среди митингующих были женщины, дети и пожилые люди, оставшиеся на ночь. По состоянию на 1 марта некоторые протестующие числились пропавшими без вести. Левон Тер-Петросян был принудительно доставлен сотрудниками полиции в свой дом и был посажен под фактический домашний арест. Однако согласно официальному заявлению властей Тер-Петросян никогда не был помещен под домашний арест, так как эта мера не предусмотрена армянским законодательством.
Ближе к полудню протестующие стали собираться у посольства Франции в центре Еревана (в непосредственой близости от мэрии города). К концу дня число протестующих и полицейских существенно выросло. Правоохранительные силы были вытеснены из района к 4 часам вечера, так как они не могли больше противостоять растущему числу демонстрантов. Активисты переворачивали троллейбусы и автобусы для установки заграждений. Вечером вспыхнули столкновения между полицией и демонстрантами, которые забаррикадировались на площади Мясникяна. Примерно в 10 вечера президент Роберт Кочарян с одобрения парламента Армении ввёл 20-дневное чрезвычайное положение, запрещающее проведение демонстраций и серьёзно ограничивающее СМИ Роберт Кочарян аргументировал своё решением тем, что некоторая часть демонстрантов разграбили близлежащие магазины на проспекте Маштоца, подожгла несколько полицейских автомобилей и автобусов, а также нанесла тяжёлые увечья полицейским.
Чрезвычайное положение вступило в силу примерно в 1 ночи 2 марта, Левон Тер-Петросян был вынужден призвать протестующих возле посольства Франции идти домой, тем самым положив конец протестам.
Полиция окружила и блокировала оппозиционное информационное агентство А1+.
Human Rights Watch осудила власти Армении за применение чрезмерной силы и насилия над мирными демонстрантами, которые находились в палаточном городке на 10-й день на площади Свободы.
В составе полицейских сил 1 марта работал снайпер, который нанося ранения, обезвреживал вооруженных людей, с целью недопущения стрельбы по органам правопорядка.

## История
Левон Тер-Петросян был президентом Армении с 16 октября 1991 года по 3 февраля 1998 года. В феврале 1998 года, в результате разногласий с другими членами правительства, Тер-Петросян подал в отставку. Его сменил тогдашний премьер-министр Роберт Кочарян. Кочарян был переизбран на второй срок в качестве президента 5 марта 2003 года на фоне обвинений в мошенничестве на выборах. В начале 2004 года были проведены демонстрации оппозиции требующие отставки Кочаряна. Кочарян завершил свой второй срок в качестве президента в феврале 2008 года. Он поддержал кандидатуру премьер-министра Сержа Саргсяна в качестве следующего президента. Тер-Петросян также выдвинул свою кандидатуру на этих выборах, во время выступления в Ереване 26 октября 2007 года, он обвинил правительство Кочаряна в массовой коррупции и хищении «по меньшей мере трёх из четырёх миллиардов долларов» за предыдущие пять лет. Выборы состоялось 19 февраля 2008 года. Согласно данным ЦИК, победу одержал Серж Саргсян, набрав 53 % голосов. Согласно официальным результатам, Тер-Петросян оказался на втором месте с 22 % голосов. Международные наблюдатели от ОБСЕ, ПАСЕ и Европарламента заявили, что «президентские выборы в Армении в основном соответствовали международным стандартам».

## Хронология
Протесты начались 20 февраля, к 21 февраля сообщалось уже о 25 000 сторонниках оппозиции, присутствующих на митинге. Тер-Петросян заявил, что армия не будет действовать против демонстрантов, которые заявили о поддержке двух заместителей министров обороны. Помощник Тер-Петросян пообещал, что протесты будут продолжаться «безостановочно», и потребовал, чтобы правительство согласилось на проведение перевыборов 22 февраля. 21 февраля два члена Центральной избирательной комиссии, которые являлись представителями оппозиции заявили, что они не признают результаты, и на следующий день, Ваан Ованнисян (кандидат от партии Дашнакцутюн) подал в отставку со своего поста вице-спикера Национального Ассамблеи Армении из-за неодобрения обработкой выборов и заявил, что механизмы фальсификаций были введены в эксплуатацию ещё в 1996 году Тер-Петросяном. Протесты продолжались 22 февраля, и заместитель Генерального прокурора Гагик Джангирян осудил выборы, призвав народ немедленно принять меры для защиты своих голосов, а позднее, раскритиковал действия властей. Кочарян попросил Генерального прокурора Агвана Овсепяна уволить Джангиряна. По словам Тер-Петросяня двое заместителей министра обороны заявили, что не допустят использование армии против протестующих. Министерством обороны это утверждение Тер-Петросяна было опровергнуто.
Протесты были проведены без официального разрешения. Отчасти причиной для протеста было заявление оппозиции о том, что выборы прошли с большим количеством нарушений. Армянское общественное телевидение (H 1) было раскритиковано за неспособность показать массовость протестов, вместо содействия мирной атмосфере после выборов.

### 22 февраля
На третий день протестов, 22 февраля, сообщалось уже о 30 000 протестующих. Саркисян назвал протесты «шантажом» и заявил, что, если митингующие нарушат закон, то «порядок будет восстановлен с помощью силы». Однако, оппозиционер Александр Арзуманян, заявил, что правительство не посмеет разогнать протесты. 23 февраля, число протестующих оценивалось уже в 50 000. Кочарян обвинил оппозицию в попытке захватить власть, и заявил, что правительство будет действовать в целях сохранения порядка. Между тем, полиция выступила с заявлением в котором говорилось о том, что «они готовы решительно отреагировать на любые попытки нарушить общественный порядок и дестабилизировать ситуацию, предотвратить экстремистские проявления, и защитить конституционные права людей». В заявлении также опровергались слухи о грядущей отставке начальника полиции Айка Арутюняна.

### 23 февраля
Джангирян был уволен с поста заместителя Генерального прокурора по распоряжению Кочаряна и задержан позднее в тот же день. 27 февраля Гагик Джангирян был арестован и обвинен в нарушении статьи 235,1 Уголовного кодекса Армении (Незаконные приобретение, сбыт, хранение, перевозка или ношение оружия, боеприпасов, взрывчатых веществ или взрывных устройств) и статьи 316,1 (Применение насилия против представителя власти).

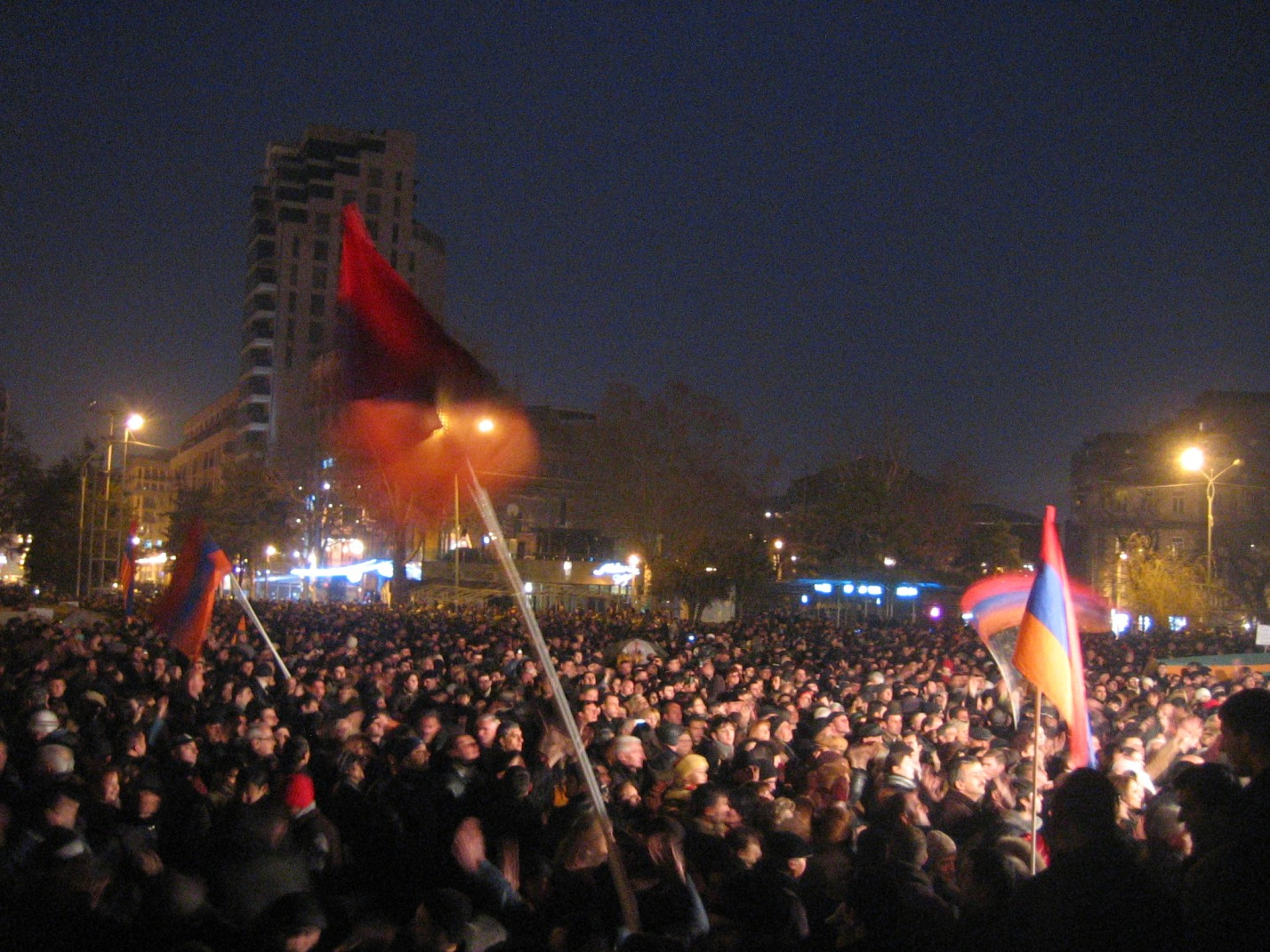
Протестующие на площади Свободы вечером 24 февраля

### 25 февраля
25 февраля постоянное количество протестующих на площади Свободы в дневное время, по различным оценкам, составило 40-50 000. Левон Тер-Петросян сделал ряд выступлений, и в каждом призвал к мирной демонстрации, часто говоря о конце 1980-х годов, когда карабахский комитет был арестован советской властью. Тер-Петросян заявил, что он не боится ареста или убийства, и что, если правящая партия уничтожит его, то это приведет лишь к ускорению её собственной гибели. Также, 25 февраля дважды выступал Саркис Ацпанян, представитель армянской диаспоры Франции, и говорил об участии армян в революционных движениях во Франции и Германии. Около 2 000 людей продолжали принимать участие в митинге и в полночь, некоторые оставались на ночь в палатках.
25 февраля, Петрос Макеян, лидер партии «Демократическая родина», Ашот Закарян, руководитель ширакского отделения Союза добровольцев «Еркрапа», и Шота Сагателян, член оппозиционной Республиканской партии, были арестованы и обвинены в препятствовании проведения президентских выборов 19 февраля, когда они быбли зарегистрированы в качестве доверенных лиц кандидата от оппозиции Левона Тер-Петросяна. В ходе судебных слушаний, по крайней мере, шесть из десяти свидетелей, отказались от своих показаний, которые, по их утверждению были получены под давлением. Два других свидетеля никогда не появлялись на слушаниях. Несмотря на это, 13 июня, Закарян и Макеян были приговорены к 2,5 и 3 годам лишения свободы, соответственно. Сагателян получил условный срок 2,5 года.

### 26 февраля
В этот день были задержаны несколько видных сторонников Тер-Петросяна. Власти собирали митинг в поддержку Сержа Саргсяна. Тер-Петросян утверждал, что число посетивших его митинг был в два раза больше, так как люди покидали митинг Саркисяна и приходили к нему. Тем временем, служба национальной безопасности заявила, что «предотвратила заговор оппозиции целью которого был захват телепередающей башни в Ереване», было сказано, что задача этого якобы заговора, в отношении которого несколько человек были арестованы, состояла в том, чтобы позволить Тер-Петросяну выйти в прямой эфир. Представители оппозиции назвали это «психологическим давлением». Кроме того, 26 февраля, Кочарян предложил правительству определить «предел» терпения к протестам, и призвал народ к «успокоению».

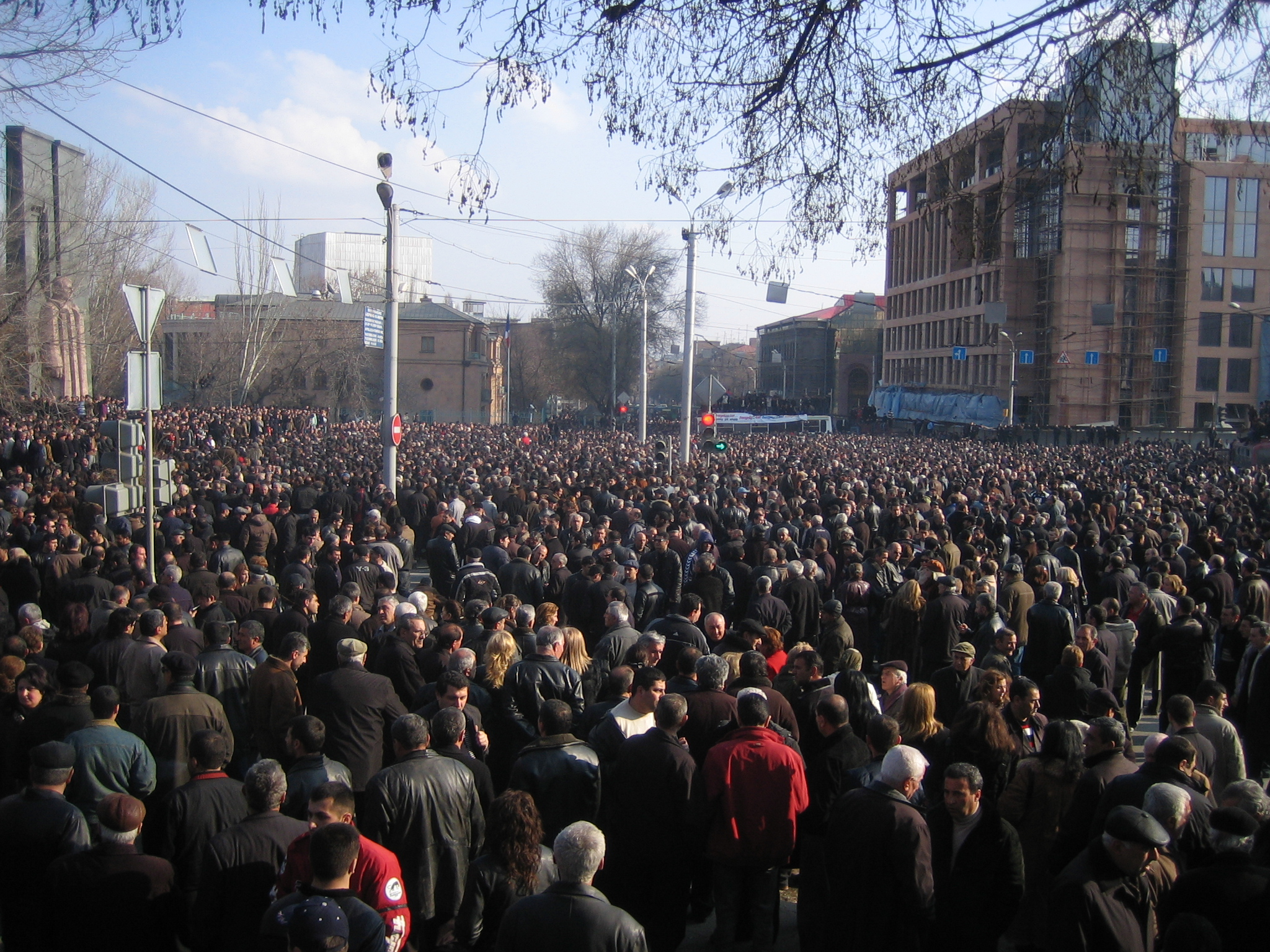
1 марта: Несогласные с подсчётом голосов в ходе выборов президента Армении

### 27 февраля
27 февраля, ещё большее число протестующих, чем в предыдущие дни прошли маршем по улице Абовяна и проспекту Маштоца. Вечером наблюдался рост числа палаток, с общим увеличением числа митингующих на площади.

### 28 февраля
Утром 28 февраля полицейские машины перекрыли улицы вокруг Театральной площади.

### 29 февраля
В ночь на 29 февраля на площади Свободы насчитывалось несколько палаток, владельцы которых проводили круглосуточный митинг. Демонстранты круглосуточно получали горячее питание. Впоследствии, после разгона незаконного митинга, по сообщениям властей, в некоторых палатках было обнаружено большое количество заготовленных арматурных прутьев, гранаты и огнестрельное оружие.

## Расследование
В июле 2018 года начаты допросы ключевых фигур по делу 1 марта 2008 года.
В июле 2018 г. бывший министр обороны Микаел Арутюнян был объявлен в розыск по обвинению к причастности к расстрелу демонстрантов.
Допрошен Роберт Кочарян, бывший 2 президент Армении, позднее обращение в суд для его ареста — за свержение конституционного строя в заговоре с другими лицами. 27 июля суд арестовал его на два месяца. 13 августа Апелляционный суд рассмотрев иск адвокатов, принял решение освободить Р. Кочаряна из под ареста. 14 августа возмущенные люди, не дали провести пресс-конференцию Р. Кочаряну, от Генпрокуратуры Армении потребовали вновь арестовать бывшего президента. Генпрокуратура подаст протест на это решение в Кассационный суд.
Допрошен Юрий Хачатуров, комендант гарнизона Еревана в 2008 году, ныне генсек ОДКБ, ему тоже предъявлено обвинение в свержении конституционного строя. 27 июля суд отпустил его под залог 5 млн драмов.
Арестован Генрих Абрамян, брат бывшего премьера Овика Абрамяна, в результате обыска 6 августа рем. мех. завода найдено большое количество оружия (17 единиц с патронами), следствие проверяет причастность оружия к стрельбе 1-2 марта 2008 года. Позднее Овик Абрамян сообщил, что вызван на допрос.